# Colubraria kathiewayana
Colubraria kathiewayana is een slakkensoort uit de familie van de Colubrariidae. De wetenschappelijke naam van de soort is voor het eerst geldig gepubliceerd in 1993 door Fittkau & Parth.